# Pep Busquets
Josep Busquets Costa, detto Pep (Granollers, 2 marzo 1999), è un cestista spagnolo.